# Guzak północny

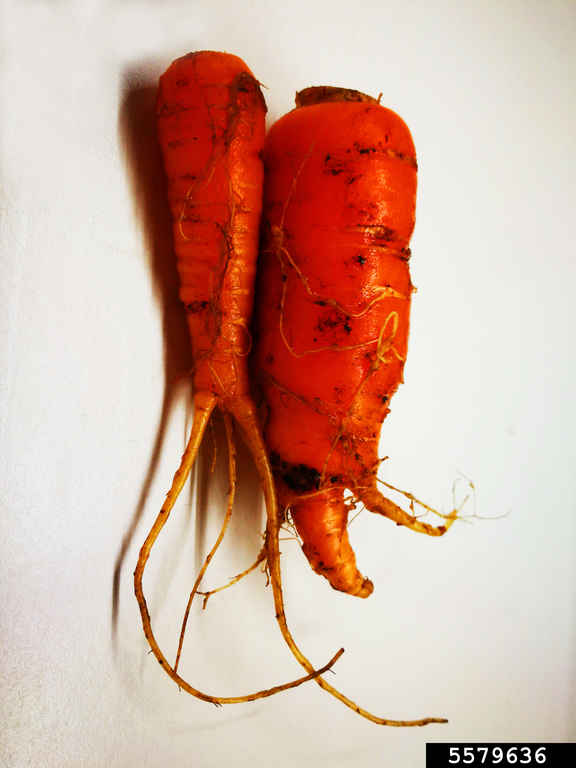
Objawy żerowania na marchwi.

Guzak północny (Meloidogyne hapla) – gatunek nicienia z rodziny Meloidogynidae.

## Taksonomia
Gatunek ten opisany został po raz pierwszy w 1949 roku przez Benjamina G. Chitwooda.

## Morfologia
U form dojrzałych płciowo występuje silny dymorfizm płciowy. Samica jest osiadła. Ciało ma wzdęte, kształtu gruszkowatego, ubarwione perłowo biało, o delikatnie fałdowanym oskórku. Na przedzie ciała ma służący pobieraniu pokarmu sztylet o długości 13–17 μm, nieco wygiętym kształcie i z dobrze widocznymi, zaokrąglonymi guzikami u nasady. Od pokrewnych gatunków różni się przede wszystkim cechami płytki perinealnej – ma ona zaokrągloną ornamentację, niski łuk grzbietowy, punktowaną okolicę odbytu i wykształcone skrzydełka.
Samiec jest wędrowny i ma robakowate ciało. Część wargową ciała ma dobrze wyodrębnioną, zaopatrzoną w wargi boczne i zwykle niewyniesiony dysk wargowy. Sztylet samca jest delikatniej zbudowany, długości 19–22 μm, również z dobrze widocznymi, zaokrąglonymi guzikami u nasady. Na polach bocznych występują cztery linie.
Wędrowne, zakaźne drugie stadium młodociane ma smukłe ciało o długości 360–500 μm. Szkielet głowy ma słabo zesklerotyzowany, delikatny. Sztylet osiąga 10–12 µm i również ma zaokrąglone guziki, wyodrębnione od części nasadowej. Hemizonid leży przed porem wydalniczym. Ogon osiąga 48–70 µm długości, ma zaokrąglony wierzchołek, a jego część przezroczysta często przybiera kształt nieregularny.

## Biologia i ekologia
Żeruje głównie na roślinach dwuliściennych.

## Rozprzestrzenienie
Gatunek kosmopolityczny, należący do najpospolitszych guzaków świata. Występuje w strefie klimatu umiarkowanego oraz na wyższych wysokościach w strefie międzyzwrotnikowej.